# Cmentarz prawosławny w Zamchu (stary)
Stary cmentarz prawosławny w Zamchu – jedna z trzech prawosławnych nekropolii w Zamchu, założona w I połowie XIX w. dla unitów, po 1875 użytkowana przez prawosławnych.

## Historia i opis
Dokładna data powstania cmentarza nie jest znana, jednak jego powstanie datować należy na I połowę XIX w. Cmentarz związany był z parafią unicką w Zamchu. Po przemianowaniu świątyni na prawosławną wskutek likwidacji unickiej diecezji chełmskiej w 1875 cmentarz również zmienił wyznanie. Był użytkowany równolegle z drugim cmentarzem pounickim zwanym „Na Nawozach”.  Dla odróżnienia od niego był nazywany cmentarzem „za mostem”. W czasie II wojny światowej został niemal całkowicie zniszczony.
Cmentarz zajmuje trójkątny obszar o powierzchni 0,18 ha, nie jest podzielony na kwatery. Większość pochówków na jego terenie miała postać mogił ziemnych z drewnianymi krzyżami. Na początku lat 90. XX wieku na terenie nekropolii znajdowały się tylko szczątki trzech kamiennych pomników i jeden kamienny krzyż na wysokim postumencie.